# Колодницькі
Колодницькі (пол. Kłodnicki) — українські та польські шляхетські роди. Відомі три роди Колодницьких — гербів  Сас, Лада та Венява, що мали цілком різне походження.

## Назва
Прізвище походить від назви родових гнізд:
- Колодницькі гербу Сас — село Колодниця (Стрийський район, Україна );
- Колодницькі гербу Лада — село Клодно (pol. Kłodno)  (нині села Тлусте, Клудно-Старе та Клудно-Нове, Мазовецьке воєводство, Польща );
- Колодницькі гербу Венява — села Клодниця-Ґурна та Клодниця (Люблінське воєводство, Польща ).

## Колодницькі гербу Сас

Герб Сас

Рід бере свій початок від руського православного шляхетського роду Тустанівських. У 1387 р. засновники роду Юрко і Ананій Доброславичі отримали від королеви Ядвіги Тустановичі з монастирем у Бориславі. На початку XV ст. власність Тустанівських охоплювала землі, що простягалися із заходу на схід від Борислава до Кропивника до Довголуки та Монастирця, загальною площею близько 150 км².
В першій половині XV ст. рід складався з восьми братів – Пилипа-Лацька, Каленика, Ілька, Івана, Яцька, Гриця, Машка і Дашка. Після поділу маєтків Іван отримав Кропивник, таким чином заснувавши рід Кропивницьких. Грицько отримує Борислав і засновує рід Бориславських. Одночасно Пилип-Лацко осідає в Колодниці й з 1462 р. та називає себе "Laczko de Clodnicza", або "Philipius Laczko de Clodnicza", заснувавши рід Колодницьких.
У середині XV століття Колодницькі змінюють свою конфесію з православ'я на католицизм. Як і більшість родів, у XVIII і ХІХ століття Колодницькі належать до дрібної шляхти, проте велика частина роду продовжують підтверджувати своє шляхетське походження, як на теренах Австрійської монархії, так і в російському дворянстві на Волині, Київщині та Поділлі.

## Колодницькі гербу Лада

Герб Лада

Старий мазовецький рід, який взяв своє прізвище від села Клодно, що на Варшавщині. Наприкінці XVII століття нащадки цього роду утворили роди Колодницьких та Колодзінських. Цедро (парох Черський, канцлер Задрожмський), Домінік (підканцлер мазовецьких князів), Гжегож (капелан княгині), Гельбжик (Ялбжик), Вєліслав, Томіслав, Свєнтослав, Мацей, Станіслав, Ян, Філіп, Войно, Негослав, Вавжинець і Бартломей, спадкоємці Клодно, отримали різні привілеї в 1387 р. від князя Януша І Мазовецького.
Представники родини Колодницьких гербу Лада була курфюрстами у 1674 і 1697 рр. від варшавської землі, у 1697 р. від провінції Підляшшя, у 1764 від провінції Полоцьк.
Вони були визнані у дворянстві в Галичині, в міському суді Теребовлі в 1782 році, у відділі станів галицького сейму в 1794 році та в короліському конгресі в 1836-1862 рр., вписані в дворянські книги Радомської губернії, Сандомирської філії. У 1823 році вони отримали затвердження старопольського шляхетства від австрійського імператора Франца І.
У XVIII і ХІХ століттях родини Колодницьких підтверджують своє шляхетне походження у Подільській, Волинській та Київській губерніях Російської імперії.

## Колодницькі гербу Венява

Герб Венява

Ще один польський шляхетський рід родом з люблінської землі. У 1424 році згадується Ян, син Міхала. У 1531 році — Анджей, Бернард, Цедер, Ян, Павел, Рафал, Валентій і Влодек — спадкоємці Клодниці-Гурної; Яків Дзєтрич, Ян Ногавка і Станіслав — спадкоємці Клодниці, у Люблінcькому повіті. Також згадуються: Войцех, син Яна у 1626 р., Ян, син Кшиштофа і Зузанни Радзішевських у 1660 р. (Люблінський трибунал).